# Mahir Jassem
Mahir Jassem (in arabo ماهر جاسم‎?; Dubai, 22 gennaio 1989) è un calciatore emiratino, attaccante del Fleetwood United ed in passato della Nazionale emiratina.

## Carriera

### Club
Ha esordito come attaccante nel 2008 nell'Al-Wasl.

### Nazionale
Ha esordito nella nazionale emiratina maggiore nel 2011.